# Spoorlijn Duisburg-Hochfeld Süd - Duisburg Hauptbahnhof
De spoorlijnen Duisburg-Hochfeld Süd - Duisburg Hauptbahnhof zijn Duitse spoorlijnen en zijn als 2311, 2312 en 2328 onder beheer van DB Netze.

## Geschiedenis
Het traject werd door de Rheinische Eisenbahn-Gesellschaft geopend op 15 februari 1870. In 2000 is DB 2328 gesloten en opgebroken.

## Treindiensten
De Deutsche Bahn en NordWestBahn verzorgen het personenvervoer op DB 2312 met RE en RB treinen. DB 2311 is alleen in gebruik voor goederenvervoer.
| Serie       | Treinsoort                          | Route | Bijzonderheden                                                                     |
| ----------- | ----------------------------------- | --- | ---------------------------------------------------------------------------------- |
| RE 11 (RRX) | Regional-Express (National Express) | Düsseldorf Hbf – Duisburg Hbf – Essen Hbf – Bochum Hbf – Dortmund Hbf – Hamm (Westf) Hbf – Paderborn Hbf – Warburg (Westf) – Kassel-Wilhelmshöhe                                      | Rhein-Hellweg-Express Rijdt elke twee uur tussen Paderborn en Kassel-Wilhelmshöhe. |
| RB 31       | Regionalbahn (NordWestBahn)         | (Xanten – Alpen – )Moers – Trompet – Rumeln – Rheinhausen – Duisburg Hbf | Der Niederrheiner 2x per uur Moers-Duisburg, zondag 1x per uur                     |
| RB 33       | Regionalbahn (DB Regio NRW)         | Aachen Hbf – Herzogenrath – Lindern – / [ Heinsberg (Rheinl) ] Rheydt Hbf – Mönchengladbach Hbf – Viersen – Krefeld Hbf – Rheinhausen – Duisburg Hbf – Mülheim (Ruhr) Hbf – Essen Hbf | Rhein-Niers-Bahn Trein splitst en combineert in Lindern.                           |

## Aansluitingen
In de volgende plaatsen is of was er een aansluiting op de volgende spoorlijnen:
Duisburg Hochfeld Süd
DB 2313, spoorlijn tussen Duisburg Hauptbahnhof en Duisburg-Hochfeld Süd
DB 2314, spoorlijn tussen Duisburg-Hochfeld Süd en Duisburg-Hochfeld Nord
DB 2315, spoorlijn tussen Duisburg-Hochfeld Süd en Duisburg-Wanheim
DB 2505, spoorlijn tussen Krefeld en Bochum
Duisburg Hbf
DB 1, spoorlijn tussen Duisburg Hauptbahnhof en Duisburg Innenhafen Süd
DB 2184, spoorlijn tussen Mülheim-Styrum en Duisburg
DB 2290, spoorlijn tussen Mülheim-Styrum en Duisburg
DB 2310, spoorlijn tussen Duisburg-Großenbaum en Duisburg Hauptbahnhof
DB 2313, spoorlijn tussen Duisburg Hauptbahnhof en Duisburg-Hochfeld Süd
DB 2320, spoorlijn tussen Duisburg-Wedau en Oberhausen-Osterfeld Süd
DB 2326, spoorlijn tussen Duisburg-Bissingheim en Duisburg Hauptbahnhof
DB 2650, spoorlijn tussen Keulen en Hamm
DB 2670, spoorlijn tussen Keulen en Duisburg

## Elektrificatie
Het traject werd in 1964 geëlektrificeerd met een wisselspanning van 15.000 volt 16⅔ Hz.